# 苏晓云
苏晓云（1951年4月—），男，土家族，湖北宣恩人，中华人民共和国政治人物。中共中央党校在职研究生学历。

## 生平
1973年11月加入中国共产党。历任湖北省宣恩县委副书记、县长，恩施州政府秘书长、副州长、州委副书记、代州长、州长，湖北省人民政府副省长等职。2002年6月获任中共湖北省委常委，次年1月兼任统战部部长，2011年，转任湖北省人大常委会党组书记、常务副主任。2013年1月，届满卸任。
2008年，当选第十一届全国政协委员，任期5年，代表少数民族界，分入第五十组。